# Gemeinschaft Studentischer Verbände
Die Gemeinschaft Studentischer Verbände (GStV) war ein Zusammenschluss von Korporationsverbänden in der Zeit des Nationalsozialismus.

## Geschichte
Im Zuge der Gleichschaltung wurde die GStV am 12. Januar 1935 auf dem Ordentlichen Waffenstudententag des Allgemeinen Deutschen Waffenrings (ADW) von 13 Korporationsverbänden in Berlin gegründet. In ihrer Gründungserklärung bekannte sich die GStV zur „Erhaltung und Stärkung der Werte des deutschen Korporationsstudententums“ und verpflichtete sich, durch „stetige innere Erziehungsarbeit immer mehr in den nationalsozialistischen Staat hineinzuwachsen“. Zu den Gründungsmitgliedern gehörten der Kösener Senioren-Convents-Verband, die Deutsche Landsmannschaft und der Weinheimer Senioren-Convent. Sie wollten das Waffenstudententum erhalten. Führer der GStV wurde der (damals noch mächtige) Chef der Reichskanzlei Hans Heinrich Lammers. Am 12. März 1935 wurde die GStV von der Nationalsozialistischen Deutschen Arbeiterpartei und vom Nationalsozialistischen Deutschen Studentenbund als alleinige Vertretung der studentischen Verbände anerkannt. Am 28. März 1935 wurden der (nicht schlagende) Cartellverband der katholischen deutschen Studentenverbindungen (CV) und der Kartellverband katholischer deutscher Studentenvereine (KV) in die GStV aufgenommen.  Mit Max Blunck über die Durchführung des Arierparagraphen in Konflikt geraten, schloss Lammers den KSCV am 5. September 1935 aus der GStV aus. Da sich sein Ziel einer geeinten deutschen Studentenschaft nicht erreichen ließ, trat nach Blunck auch Lammers zurück. Die GStV wurde am 8. September 1935 aufgelöst.